# مازن شديد
مازن محمد توفيق شديد (1945) شاعر وصحفي أردني فلسطيني. ولد في عكا. حصل على ليسانس في الفلسفة وعلم النفس من جامعة القاهرة سنة 1970. عمل رئيسًا لدائرة الإعلام في شركة مناجم الفوسفات الأردنية، ورئيسًا لتحرير مجلّة «النّماء» العلمية الأردنية وغيرها من الصحف الأردنية. كتب للإذاعة والتلفزيون، ونشر شعره في الصحف والمجلات العربية. صدر له العديد من الدواوين الشعرية.

## سيرته
ولد مازن محمد توفيق قاسم شديد سنة 1365 هـ/ 1945 م في عكا بفلسطين الانتدابية. لجأ إلى طولكرم بعد النكبة عام 1948. كان والده، محمد توفيق شديد (1918-1985) شاعرًا ومسرحيًا. حصل مازن شديد على ليسانس في الفلسفة وعلم النفس من جامعة القاهرة سنة 1970. 

عمل مستشاراً للبرامج في التلفزيون الأردني، ورئيسًا لدائرة الإعلام بشركة مناجم الفوسفات الأردنية. دخل الصحافة وعيّن رئيسًا لتحرير مجلة «النماء» الأردنية، ، ورئيساً للتحرير في مجلة الأسمدة الأردنية الفصلية («النماء» سابقًا)، ومديراً إدارياً ورئيساً للديوان العام في صحيفة «العرب اليوم»، ومستشاراً للتحرير في مجلة «الشرطة»، كما شغل عضوية هيئة التحرير في مجلة «أفكار» التي تُصدرها وزارة الثقافة، ورئيساً لتحرير مجلة «المنار» الأردنية خلال السنوات 1990-1997.

هو عضو رابطة الكتاب الأردنيين، وعضو اتحاد الكتاب العرب في سوريا، وعضو الأمانة العامة للاتحاد العام للأدباء والكتاب العرب، وعضو اتحاد الكتاب والصحفيين الفلسطينيين.

## جوائزه وتكريمه
- 12 مارس 2016: كرّمته «بيت الشعر العربي» في رابطة الكتاب الأردنيين.[11][12]

## مؤلفاته
كتب للإذاعة والتلفزيون، ونشر مقالاته وشعره في الصحف والمجلات الأردنية والعربية. من دواوينه الشعرية:
- «كتابات على بوابة الحزن»، 1978
- «أنا الغجرية أناديك»، 1982
- «هكذا كانت البداية» 1983
- «هكذا تكلم عرسان عن الغزالة» 1984
- «من أعالي الأزمنة»، 1985
- «وردٌ لحزن السيدة»، 1998
- «سأحاول أن أنساك»، 2002
- «أساور وخواتم»، 2005
- «كتابات على الغيم»، 2009

وله:
- «الزرقاء في عيون المبدعين»، 2010
- «المتأنق المتأني: قراءات في شعره وحوارات متفرق»، 2015